# Tanyproctus persicus
Tanyproctus persicus är en skalbaggsart som beskrevs av Ménétriès 1832. Tanyproctus persicus ingår i släktet Tanyproctus och familjen Melolonthidae. Inga underarter finns listade i Catalogue of Life.